# (37099) 2000 UM94
2000 UM94 (asteroide 37099) é um asteroide da cintura principal. Possui uma excentricidade de 0.19274260 e uma inclinação de 9.00598º.
Este asteroide foi descoberto no dia 25 de outubro de 2000 por LINEAR em Socorro.